# Rudolf Turek
Rudolf Turek (Mladá Boleslav, 20 giugno 1910 – Praga, 13 novembre 1991) è stato uno storico e archeologo ceco che si è occupato soprattutto dell'insediamento degli slavi nel Paese Ceco e dell'inizio del ducato di Boemia.

## Biografia
Dopo aver conseguito la maturità a Mladá Boleslav, studiò storia, archeologia e geografia all'Università Carolina di Praga. Fra i suoi insegnanti vi furono Josef Pekař, Josef Šusta e Bedřich Mendl. Inoltre si interessò alla storia dell'arte, sotto la guida di Antonín Matějček e soprattutto di Josef Cibulka. Dopo la laurea lavorò per un breve periodo al Dipartimento archeologico statale, negli anni 1937–1938 insegnò al ginnasio di Spišská Nová Ves e in seguito lavorò fino al pensionamento alla sezione preistorica del Museo nazionale di Praga.
Nel 1976 fu insignito del Premio Herder.

## Opere
- Slavníkova Libice, Praha, Orbis, 1946
- K počátkům Prahy, in: Památky archeologické, roč. 43, 1947-1948, pp. 59-94
- Čechy na úsvitu dějin, Praha, Orbis, 1953 (2. vyd. Academia 2000)
- Slovanské mohyly v jižních Čechách, Praha, Národní muzeum, 1958
- Čechy v raném středověku, Praha, Vyšehrad, 1962
- Počátky české vzdělanosti: od příchodu Slovanů do doby románské, Praha, Vyšehrad, 1988
- oltre 600 articoli scientifici e pubblicazioni